# Grindelia squarrosa

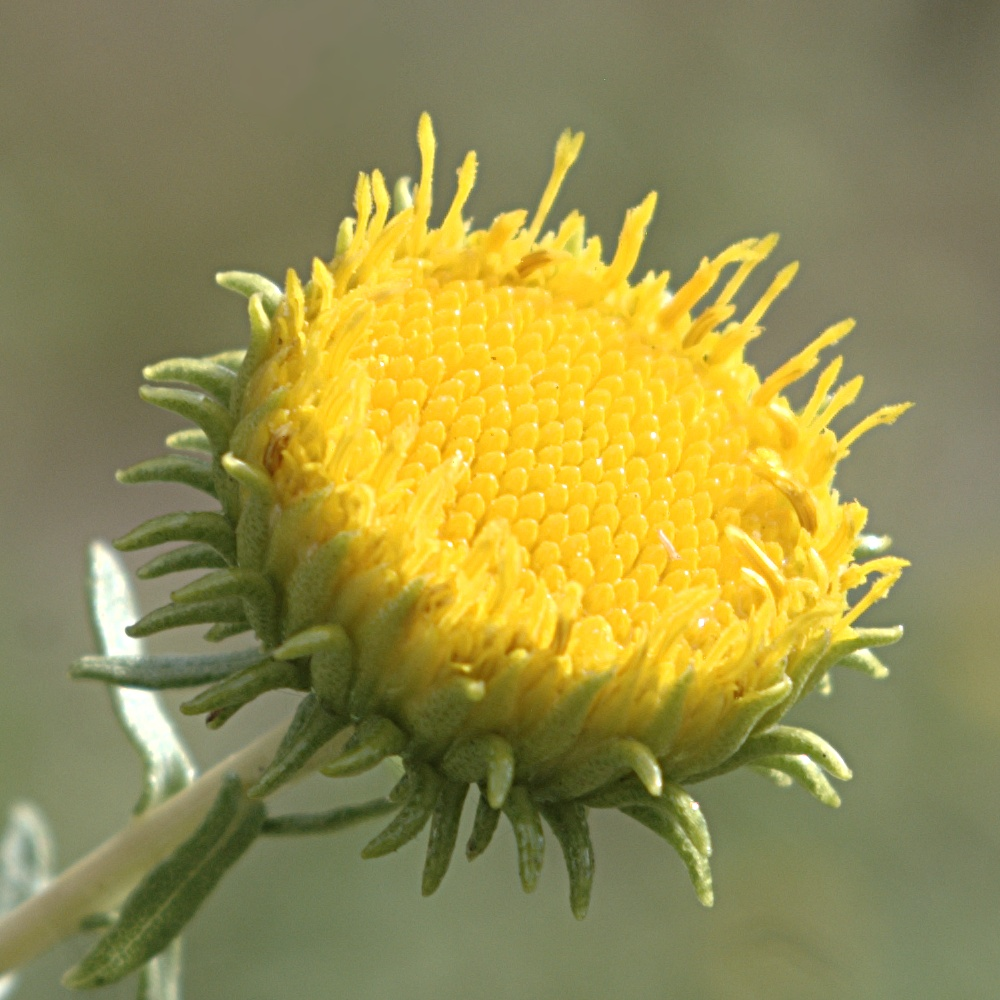
Una forma con flores sin rayos a veces se considera una especie separada.

Grindelia squarrosa es una especie de planta fanerógama de la familia Asteraceae. Es una pequeña planta de América del Norte.

## Distribución
Es una planta bienal o de corta duración planta perenne que crece hasta una altura máxima de 90 cm y lleva flores con pétalos de color amarillo a partir de julio hasta finales de septiembre. Fue utilizado por las tribus de Great Plains como una hierba medicinal para tratar enfermedades como el asma, la bronquitis o erupciones en la piel.
En idioma shoshoni el nombre para la planta es mu’-ha-kûm.

## Taxonomía
Grindelia ciliata fue descrita por (Pursh) Dunal y publicado en Mémoires du Muséum d'Histoire Naturelle 5: 50. 1819.
Sinonimia
- Aurelia amplexicaulis Cass.
- Aurelia squarrosa Cass. ex Steud.
- Donia squarrosa Pursh
- Grindelia aphanactis Rydb.
- Grindelia arguta A.Gray
- Grindelia nuda Alph.Wood
- Grindelia nuda var. aphanactis (Rydb.) G.L.Nesom
- Grindelia pinnatifida Wooton & Standl.
- Grindelia serrulata Rydb.[5]